# Louie Louie
"Louie Louie" é uma canção de rhythm and blues do compositor Richard Berry e de seu grupo, The Pharaohs, lançada em single 7" (45 rpm) pela Flip Records dos EUA em 1957, com "You Are My Sunshine" no Lado B, ou com "Rock Rock Rock" no Lado A[carece de fontes?] ou Lado B; todos com o registro de número 45-321. Sua versão mais popular, e definitiva, foi registrada pela banda de rock de garagem The Kingsmen, que a lançou em single em 1963, atingindo a segunda posição na parada Hot 100 da Billboard, nos Estados Unidos, em 14 de dezembro do mesmo ano. Desde então, esta música ganhou inúmeras versões, contemporâneas à versão dos Kingsmen, como a de Paul Revere and the Raiders, ou posteriores, sendo uma das músicas mais regravadas de todos os tempos. A página Oldies Music a cita como a segunda canção com maior número de covers da história, perdendo apenas para "Yesterday", dos Beatles.

## História
Richard Berry, autor de "Louie Louie", começou sua carreira musical como integrante do grupo de doo-wop Flairs, de Los Angeles. Em 1954 ele começa uma carreira solo com sua banda, Pharaohs. Durante este período, Berry partilha um show com a banda Rick Rillera and the Rhythm Rockers, que toca a música "El Loco Cha Cha". de René Touzet, tornando-se esta a composição que ditaria a linha melódica para a música de Berry, escrita em 1955.
Em 1957 a gravadora Flip Records dos Estados Unidos lança o single 7" de "Louie Louie", de Richard Berry and the Pharaohs, com "You Are My Sunshine" no Lado B, ou com "Rock Rock Rock" no Lado A[carece de fontes?] ou Lado B; todos com o registro de número 45-321. A canção de Berry consegue algum airplay em algumas cidades do oeste. No ano de 1959 Berry vende os royalties da canção como parte de uma transação que estabeleceu muitos dos seus direitos de publicação para a Flip Records. Berry não tinha qualquer razão para acreditar que seu catálogo iria transformar-se em lucro e ele estava planejando um casamento.

## "Louie Louie", versões cover

### 1961: Rockin' Robin Roberts
O Lado B do single de Berry, "You Are My Sunshine", foi um sucesso local, menor, mas "Louie Louie" mais que duplicou a vida do single quando o lendário disc jockey de Los Angeles, Hunter Hancock, tocou o registro. Embora nunca traduzida em grandes vendas, ou airplay em nível nacional, a música assumiu vida própria entre bandas de garagem ao longo da Costa Oeste, incluindo Rockin' Robin Roberts, de Seattle, que a gravou com os Wailers (não a banda jamaicana) e foi creditado como o primeiro cantor e banda a regravar a música,[carece de fontes?] lançando-a em março de 1961 e tendo seu próprio hit regional com a sua versão.

### 1963: The Kingsmen / Paul Revere and the Raiders
Em 1963 a banda de garagem de Portland, Oregon,[carece de fontes?] The Kingsmen, lança a versão que seria considerada pela revista Rolling Stone a "definitiva: suja, tocada de qualquer jeito e com letra ininteligível". Foi gravada por eles em apenas uma sessão de uma hora que custou 36 $.[carece de fontes?] Esta gravação atingiu a segunda posição na parada Hot 100 da Billboard em 14 de dezembro do mesmo ano, onde ficou por seis semanas. Fora graças a Ken Chase, diretor musical da rádio KISN de Portland e dono da casa noturna The Chase, preocupado em criar uma versão da música para seu público, que o grupo a gravou. A sessão contava com Jack Ely (vocal), Don Gallucci (teclas), Bob Nordby (baixo), Mike Mitchell (guitarra) e Lynn Easton (bateria). Lançada em single 7" (nº 712) em 08 de agosto de 1963, em 1964 ela aparece abrindo o álbum The Kingsmen In Person.[carece de fontes?] É também o primeiro single que eles lançaram.
Jack Ely, o cantor de "Louie Louie" dos Kingsmen, fora dificultado por um microfone, posicionado tão alto que ele tinha que ficar na ponta dos pés e gritar sobre a banda para ser ouvido; fez um vocal que deixou muitos ouvintes perguntando o que ele exatamente estava dizendo, embora o original de Berry seja bastante claro de que a canção é sobre um marinheiro que passa três dias viajando para a Jamaica para ver a sua garota. Na letra original, Louie é um barman, e o cantor está dizendo a ele sobre uma garota que deixou para trás. A razão de ele dizer "me gotta go" é a de voltar para ela. Dwight Rounds, autor do livro The Year The Music Died: 1964-1972, escreveu que as palavras de "Louie Louie", nesta versão, são quase impossíveis de ser entendidas e foram consideradas como obscenas por parte de seu público. Por causa destes rumores, o FBI chega a investigar o conteúdo da letra por dois anos. O estopim foi porque um professor ouviu mal a letra e pensou que era obscena, escrevendo ao governo depois que a filha comprou o disco, em 1964. Durante este período, ela foi proibida no estado de Indiana.
Em setembro de 1965, um dos integrantes da banda foi entrevistado pelo FBI. Ele informou que não havia, como tinha sido alegado por políticos e pais indignados, uma intenção subversiva de corromper a juventude do país, e que as letras incompreensíveis do single que sua banda tinha lançado, em 1963, não foram obscenas. "É de sua convicção que somente aqueles que querem ouvir essas coisas podem lê-las no vocal", observou o relatório oficial. Eles tinham investigado "Louie Louie" por quase dois anos: tocando o single em velocidades diferentes, chamando testemunhas, recebendo diferentes especialistas para tentar descobrir o que diabos os Kingsmen estavam cantando; não tinham chegado a uma única e sólida evidência de que o registro era obsceno. Poucos meses depois, a investigação foi interrompida. Um dos capítulos mais bizarros da história do rock americano fora encerrado, e o The Kingsmen não mais repetiu o seu sucesso com esta cover.
Outra gravação de "Louie Louie" no ano de 1963 foi a de Paul Revere and the Raiders, que a lançou em single 7" em abril. Registrada no dia seguinte à dos Kingsmen, no mesmo estúdio, e embora musicalmente superior, sua versão foi apenas um hit regional.

### 1964–1966: Otis Redding / The Beach Boys / The Kinks / The Sonics / The Ventures / The Sandpipers / The Troggs / The Swamp Rats
Em março de 1964 os americanos do The Beach Boys a colocam no álbum Shut Down Volume 2. O cantor Otis Redding já a havia colocado em seu primeiro disco, Pain In My Heart, lançado em fevereiro. No mesmo ano, a banda inglesa The Kinks a lança na abertura de seu EP Kinksize Session.[carece de fontes?] Em novembro de 1965 a banda de Tacoma, The Sonics, a lança em single como Lado B, depois a colocando em seu álbum The Sonics Boom. A banda instrumental The Ventures, em 1965, a coloca em seu álbum A Go-Go.[carece de fontes?] Em outubro de 1966 outro grupo, The Sandpipers, lança a música em single 7", atingindo a posição #30 na parada Hot 100 da Billboard em 26 de novembro. Também no ano de 1966 ela aparece no álbum de estreia, From Nowhere, da banda The Troggs, famosa por sua versão de "Wild Thing", do mesmo disco;[carece de fontes?] também aparecendo em um single da banda The Swamp Rats, nos EUA.

### Década de 1970-2000: Heavy Cruiser / John Belushi / Iggy Pop / The Fall / Motörhead / The Clash / Black Flag / Australian Crawl / Joan Jett
Em junho de 1972 uma versão hard rock de "Louie Louie" ocupa um single da banda Heavy Cruiser, lançado nos EUA. A banda Flamin' Groovies também a grava, em 13 de janeiro de 1971, colocando a música na compilação Still Shakin, de 1976, e a acrescentando como bônus de seu álbum, Teenage Head, em 1999, na sua versão em CD.[carece de fontes?]
Em 1972 o diretor George Lucas necessitava de uma banda para tocar a parte de Herbie and the Heartbeats no filme American Graffiti (1973). A banda escolhida foi Flash Cadillac, que gravou três músicas: "At the Hop", "Louie Louie" e "She's So Fine", em San Francisco. De acordo com Kenny Vance, que era o diretor do musical Animal House (1978), John Belushi cantava em uma banda de garagem que tocava esta canção em fraternidades. Belushi iria cantar sua versão com letra obscena, o que fez no estúdio durante a gravação de sua voz para o filme. Infelizmente, a fita de Belushi cantando sua versão suja da canção foi perdida em 2012 quando o furacão Sandy dizimou a casa de Kenny, em Queens. Belushi lança um single com ela, no mesmo ano em que o filme é lançado, em setembro.
O cantor Iggy Pop estava familiarizado em tocar "Louie Louie" desde a época do The Iguanas. Em 1977, uma versão ao vivo aparece no encerramento do álbum de Iggy and the Stooges, Metallic K.O. (lançado nos EUA). Depois, ela aparece no álbum de estúdio American Caesar (1993).[carece de fontes?] No mesmo ano de 1977 ela se torna a primeira cover que a banda pós-punk de Manchester, The Fall, registra ao vivo, aparecendo apenas em seu disco Live 1977, lançado em março de 2000. Também aparece uma versão gravada pelo The Clash, em 1980, no bootleg Louie Is A Punkrocker.[carece de fontes?]
Em 11 de agosto de 1978 a banda inglesa Motörhead a lança em single pela Bronze Records, atingindo a posição #68 da UK Singles Chart em 16 de setembro. Em 25 de outubro, uma apresentação da banda tocando esta música aparece no programa Top of the Pops.
A banda australiana Australian Crawl a coloca em seu álbum ao vivo de 1983, Phalanx. Com Joan Jett, "Louie Louie" aparece na compilação Flashback (1993) e, após, na década de 1990, como faixa bônus remasterizada das edições em CD de seu álbum de estreia, I Love Rock 'n Roll, de 1981.[carece de fontes?] Durante a década de 1980, a banda punk californiana Black Flag a lança em single, em 1981 e 1987. Foi gravada antes de Henry Rollins juntar-se a eles; cantada por Dez Cadena, que só apareceu como vocalista da banda em um par de singles, incluindo "Louie Louie", e que, com seu estilo de gritar rouco, logo se tornaria copiado por incontáveis bandas que surgiram na esteira do Black Flag.

## "Louie Louie", compilações e legado
Neste período, algumas compilações de versões de "Louie Louie" são lançadas em vinil pela Rhino Records: The Best of Louie, Louie (1983) e The Best of Louie Louie, Volume 2 (1989).[carece de fontes?] Dentre as versões já citadas, também encontram-se as feitas pelos artistas Rice University Marching Owl Band, The Last, Les Dantz and his Orchestra, The Impossibles, Mongo Santamaria, Red Square, Tyme Code com Steve Sparling, The Angels, The Shockwaves, Pete Fountain, Stanley Clarke com George Duke e Ike and Tina Turner. Em 15 de maio de 1995 sai a compilação em CD Louie Louie Collection, com versões pelo The Mystery Band, Don and the Goodtimes, Little Bill and the Blue Notes, The Feelies (não a banda da new wave), Charlie and the Tunas, Jr. Cadillac, The Mellowdramatics, Ian Whitcomb, University of Washington Husky Marching Band, além das versões do The Kingsmen e de Paul Revere and the Raiders.
Esteve presente na lista das 500 melhores canções de todos os tempos da revista Rolling Stone.
Sendo considerada a segunda música com mais versões da história, citam-se ainda as feitas por The Beatles, Led Zeppelin, Johnny Winter, Michael Doucet and Cajun Brew, Travis Wammack, Wilbert Harrison, Paul Shaffer, The Rosebuds, The Pyramids, Navahodads, The Esquires, Julie London, Frenz Fried and the Frimos, Dee Jay and the Runaways, Jack Eely and the Courtmen, The Countdown Players, The Basement Wall, The Nightriders, The Marsadees, The Outcasts, The Swinging' Medallions, Treble Spankers, Tony Lane and the Fabulous Spades, Tuck Andress, The Flamin' Sideburns, The Beat Street Band, Dave Stewart e Barbara Gaskin, The Fat Boys, Young Mc, Barry White, Sherman Hemsley, Young and Restless, Willie Mitchell, The Shanklins, Two Drunken Fools, Steve Dahl, Pinkertone, Stupid Set, 39 Clocks, Toots and the Maytals, Bad Religion, Blondie, Dave Matthews Band, Grateful Dead, Frank Zappa, Tom Petty, The Turtles, Grateful Dead, R.E.M., Sisters of Mercy, Patty Smith, The Doors, Robert Plant, MC5, Maureen Tucker,[carece de fontes?] Bruce Springsteen, Sha Na Na, Jim Capaldi, The Queers, Operation Ivy e inúmeras outras, muitas delas registradas apenas em versões ao vivo. Em 2006 a atriz Demi Moore aparece no filme Bobby cantando esta música. Em Knight and Day, de 2010, se torna o toque do celular do personagem de Tom Cruise.[carece de fontes?]
Por conta de seu legado, Richard Berry viu "Louie Louie" sendo o tema de um esforço para garantir os seus direitos para uma grande campanha de anúncio de uma marca de vinho, Califórnia Cooler. Isto gerou uma investigação determinando que, por fim, ele tinha sido ilegalmente privado de milhões de dólares em royalties. Isto aconteceu no ano de 1986. Berry falece em 23 de janeiro de 1997, com 61 anos. Em 28 de abril de 2015 morre Jack Ely, cantor da versão de "Louie Louie" pelo The Kingsmen. Ele tinha 71 anos.
Uma estação de rádio da Califórnia, na década de 1980, promoveu um período de 24 horas tocando diferentes versões de "Louie Louie". A canção também fez parte de uma parada, na Filadélfia. E o crítico Dave Marsh chega a lançar um livro inteiro sobre a história desta canção.

## "Louie Louie", discografia selecionada

### Décadas de 1950 e 1960
- Richard Berry and the Pharaohs - 7" single, A: "Louie Louie" / B: "You Are My Sunshine" (1957) - Flip Records (45-321)[1]
- Richard Berry and the Pharaohs - 7" single, A: "Louie Louie" / B: "Rock Rock Rock" (1957) - Flip Records (45-321)[4]
- Richard Berry and the Pharaohs - 7" single, A: "Rock Rock Rock" / B: "Louie Louie" (1957) - Flip Records (45-321)[carece de fontes?]
- Rockin' Robin Roberts (and The Wailers) - 7" single, A: "Louie Louie" / B: "Maryann" (1961) - Etiquette (ET-1)[12]
- The Kingsmen - 7" single, A: "Louie Louie" / B: "Haunted Castle" (1963) - Jerden Records (712)[carece de fontes?]
- The Kingsmen - LP: The Kingsmen In Person (1964) - Wand (WDS 657)[carece de fontes?]
- Paul Revere and the Raiders - 7" single, A: "Louie Louie" / B: "Night Train" (1963) - Sandé (101)[7]
- Otis Redding - LP: Pain In My Heart (1964) - Atco Records (33-161)[carece de fontes?]
- The Beach Boys - LP: Shut Down Volume 2 (1964) - Capitol Records (ST-2027)[carece de fontes?]
- The Kinks - EP 7", Kinksize Session, A: "Louie Louie". "I Gotta Go Now" / B: "I've Got That Feeling", "Things Are Getting Better" (1964) - Pye Records (NEP 24200)[carece de fontes?]
- The Sonics - 7" single, A: "Cinderella" / B: "Louie Louie" (1965) - Etiquette Records (ET-23)[carece de fontes?]
- The Sonics - LP: The Sonics Boom (1966) - Etiquette Records (ET-ALB-027)[carece de fontes?]
- The Ventures - LP: A Go-Go (1965) - Dolton Records (BST-8037)[carece de fontes?]
- The Sandpipers - 7" single, A: "Louie Louie" / B: "Things We Said Today" (1966) - A&M (819)[18]
- The Troggs - LP: From Nowhere (1966) - Fontana Records, UK (STL 5355)[carece de fontes?]
- The Swamp Rats - 7" single, A: "Louie Louie" / B: "Hey Joe" (1966) - St, Clair (MF-69)[carece de fontes?]

### Década de 1970 ao século XXI
- Heavy Cruiser - 7" single, A: "Louie Louie" / B: "Outlaw" (1972) - Family Productions (FPA-0909)[21]
- Flamin' Groovies - LP: Still Shakin (1976) - Buddha Records (BDS 5683)[carece de fontes?]
- Iggy and the Stooges - LP: Metallic K.O. (ao vivo, 1977) - Import Records, EUA (IMP 1015)[carece de fontes?]
- John Belushi - 7" single, A: "Louie Louie" / B: "Money (That's What I Want)" (1978) - MCA Records (MCA-40950)[23]
- Motörhead - 7" single, A: "Louie Louie" / B: "Tear Ya Down" (1978) - Bronze Records (BRO 60)[26]
- Black Flag - 7" single, A: "Louie Louie" / B: "Damaged I" (1981) - Posh Boy (PBS 13)[29]
- Black Flag - 7" single, A: "Louie Louie" / B: "Damaged I" (1987) - SST (SST 175)[30]
- Maureen Tucker - LP: Playin' Possum (1981) - Trash Records (TLP-1001)[carece de fontes?]
- Barry White - LP: Beware! (1981) - Unlimited Gold (PZ 37176)[carece de fontes?]
- Vários artistas - LP: The Best of Louie, Louie (1983) - Rhino Records (RNEP 605)[carece de fontes?]
- Australian Crawl - LP: Phalanx (ao vivo, 1983) - EMI (P4000)[carece de fontes?]
- The Fat Boys - 7" single, A: "Louie Louie" / B: "All Day Lover" (1988) - Tin Pan Apple / Mercury (871 010-7)[36]
- Vários artistas - LP: The Best of Louie Louie, Volume 2 (1989) - Rhino Records (R1 70515)[carece de fontes?]
- Iggy Pop - CD: American Caesar (1993) - Virgin Records (7243 8 39002 2 0)[carece de fontes?]
- Joan Jett and the Blackhearts - CD: Flashback (1993) - Blackheart Records (BH438-2)[carece de fontes?]
- Joan Jett and the Blackhearts - CD: I Love Rock 'n Roll (1998), faixa bônus - Blackheart Records / Mercury (483 371 803-2)[carece de fontes?]
- Vários artistas - CD: Louie Louie Collection (1995) - Jerden Records[33]
- Flamin' Groovies - CD: Teenage Head (1999), faixa bônus - Buddha Records (7446599627 2)[carece de fontes?]
- The Fall - CD: Live 1977 (ao vivo, 2000) - Cog Sinister, UK (COGVP114CD)[carece de fontes?]